# Cynthia Djohore
Cynthia Djohore est une footballeuse internationale ivoirienne née le 16 décembre 1987. Elle évolue au poste de gardienne de but.

## Biographie
Elle participe avec l'équipe de Côte d'Ivoire à la Coupe du monde 2015 organisée au Canada. Lors du mondial, elle joue un match contre la Norvège.

## Palmarès
- Troisième du championnat d'Afrique féminin en 2014 avec l'équipe de Côte d'Ivoire